# Гольдисталь
Гольдисталь (нем. Goldisthal) — община в Германии, в земле Тюрингия. 
Входит в состав района Зоннеберг.  Население составляет 523 человека (на 31 декабря 2010 года). Занимает площадь 19,45 км².